# Giustizia sommaria (film 1985)
Giustizia sommaria (24 Hours to Midnight) è un film statunitense del 1985 diretto da Leo Fong.

## Trama
Devon Grady è una donna felice: ama suo marito e la sua vita. Prende lezioni di karate, per diventare un ninja e per imparare a difendersi. Un giorno viene a sapere che suo marito è stato ucciso. Appena Devon sente questa notizia si dispera ma poi prende una decisione: trovare gli assassini e ucciderli senza pietà! Con ciò Devon si trasformerà da casalinga semplice in una ninja spietata.